# The Next Four Years
The Next Four Years es el segundo álbum del supergrupo de hardcore punk estadounidense United Nations. Fue lanzado el 15 de julio de 2014 a través de Temporary Residence Limited. Antes del lanzamiento de The Next Four Years, United Nations lanzaron en línea las canciones, «Serious Business» y «While on the Main Street».

## Formatos

### Box set
Mientras que el álbum también fue lanzado en formatos más tradicionales, The Next Four Years fue pensado para experimentar con los box set. La versión en box set se limitó a 1,000 copias que fueron ensambladas a mano por los miembros de United Nations, y presenta las 11 pistas originales, pero se divide entre una cinta de casete, un disco de vinilo de 10" y dos discos de vinilo de 7". La portada del box set incluye artículos con noticias falsas y la cinta de casete se envolvió en una copia de la carta real de cese y desistir enviada por United Nations. Como un box set, la serie de formatos diferentes significa un álbum conceptual que ilustra y critica la evolución de los miembros de la banda, desde un acto underground hasta uno experimental. El vocalista de United Nations, Geoff Rickly explicó: "Esta grabación está más desarrollado y maduro porque nosotros decidimos que la mejor forma de crítica no es la crítica política o punk; nos criticamos a nosotros mismos. Entonces, la grabación es mucho más personal, una lista de todas las formas en que hemos fallado todas las cosas en las que una vez creímos y aceptando el status quo de cómo se han ido las cosas con la banda. Es como examinar nuestro propio nivel de privilegio. Se supone que el box set es una falsa mitología de la banda. El casete es la primera demo (la banda en su forma más básica), luego están las dos de 7 pulgadas, y la de 10 pulgadas es donde entramos en nuestra fase pretenciosa de tratar de sonar como Godspeed (You! Black Emperor)."

### CD, LP y digital
El CD, el disco de vinilo de 12" y las versiones digitales de The Next Four Years presentan los mismos temas que la versión en box set, además la portada está inspirada en el álbum recopilatorio de Black Flag, The First Four Years.

## Recepción
The Next Four Years recibió críticas generalmente positivas. En Metacritic, que asigna una calificación normalizada de 100 a críticas de críticos de música, el álbum recibió una puntuación promedio de 73, lo que indica "revisiones generalmente favorables", basadas en 5 revisiones.

## Lista de canciones
| N.º   | Título                              | Duración |  |
| 1.    | «Serious Business»                  | 3:06     |  |
| 2.    | «Meanwhile on Main Street»          | 3:00     |  |
| 3.    | «Revolutions at Varying Speeds»     | 2:54     |  |
| 4.    | «False Flags»                       | 1:19     |  |
| 5.    | «United Nations Find God»           | 1:33     |  |
| 6.    | «Between Two Mirrors»               | 2:42     |  |
| 7.    | «Fuck the Future»                   | 0:59     |  |
| 8.    | «Stole the Past»                    | 1:50     |  |
| 9.    | «United Nations Vs. United Nations» | 2:22     |  |
| 10.   | «F#A#$»                             | 7:12     |  |
| 11.   | «Music for Changing Parties»        | 2:45     |  |
| 29:42 |                                     |          |  |

| 7" vinyl (Box set) |                            |          |  |
| N.º                | Título                     | Duración |  |
| 1.                 | «Serious Business»         | 3:06     |  |
| 2.                 | «Meanwhile on Main Street» | 3:00     |  |

| 7" vinyl (Box set) |                                 |          |  |
| N.º                | Título                          | Duración |  |
| 1.                 | «Revolutions at Varying Speeds» | 2:54     |  |
| 2.                 | «False Flags»                   | 1:19     |  |
| 3.                 | «United Nations Find God»       | 1:33     |  |
| 4.                 | «Between Two Mirrors»           | 2:42     |  |

| Cassette (Box set) |                                     |          |  |
| N.º                | Título                              | Duración |  |
| 1.                 | «Fuck the Future»                   | 0:59     |  |
| 2.                 | «Stole the Past»                    | 1:50     |  |
| 3.                 | «United Nations Vs. United Nations» | 2:22     |  |

| 10" vinyl (Box set) |                              |          |  |
| N.º                 | Título                       | Duración |  |
| 1.                  | «F#A#$»                      | 7:12     |  |
| 2.                  | «Music for Changing Parties» | 2:45     |  |

## Personal
| United Nations - David Haik - Geoff Rickly - Jonah Bayer - Lukas Previn - Zac Sewell |